# 大久保尚武
大久保 尚武（おおくぼ なおたけ、1940年3月16日 - ）は、積水化学工業相談役・元社長・会長。北海道出身。

## 来歴・人物
北海道札幌南高等学校10期生。東京大学法学部卒業後、1962年同社に入社。1989年取締役、1993年常務取締役、1997年専務取締役、1999年1月に副社長、同年6月から代表取締役社長。2009年より代表取締役会長を経て、2017年現在・現職。
1960年ローマ五輪ボート競技、舵手付きフォア（4+）に出場した経歴を持ち（敗者復活戦敗退）、現在、公益社団法人日本ローイング協会（旧名：日本ボート協会）の会長を務める。
2021年4月の春の叙勲で旭日重光章受章。